# طائفة (تصنيف)
الطائفة أو الصنف في المصطلح الطبي  (بالإنجليزية: Class)‏ مرتبة تصنيفية في علم التصنيف أدنى من الشعبة وأعلى من الرتبة ولها مرتبتان فرعيتان هما :
- الصف (Superclass)
- الصنف أو الطويئفة في بعض المعاجم (Subclass)

المصطلح (Class) (باللاتينية: Classis) في التصنيف الحيوي يطلق أيضاً علي «الوحدة التصنيفية» أو الأصنوفة (Taxon) في تلك الطائفة. الأصنوفة هي وحدة تنظيمية في علم التصنيف الذي يوزع المتعضيات في أصنوفات (taxa) بناء على الصفات المشتركة بينها التي يري خبراء التصنيف أنها تميز كل أصنوفة عن غيرها.
يقوم أخصائيو التصنيف بتحديد مكونات كل طائفة. في كثير من الأحيان لا يوجد اتفاق دقيق حيث يتخذ مختلف علماء التصنيف مواقف مختلفة، إذ لا توجد قواعد صارمة يتعين على أخصائي التصنيف اتباعها في تحديد الطائفة، ولكن بالنسبة للحيوانات المعروفة، من المحتمل أن يكون هناك توافق في الآراء.
نادرا ما تتم مناقشة خواص الطوائف في علم النبات. منذ أول نشرة لنظام APG في عام 1998، والذي اقترح تصنيفًا للنباتات المزهرة وصولًا إلى مستوى الرتبة، فضلت العديد من المصادر العلمية معاملة المرتبات الأعلى من الرتبة كفروع حيوية غير رسمية. فعندما يتم تعيين مرتبات رسمية، يتم تخفيض تلك المرتبات إلى مستويات أقل بكثير، على سبيل المثال، طائفة النباتات البرية Equisitopsida، لها أقسام رئيسية داخل تلك الطائفة مخصصة للطوئفات الفرعية (subclasses) و الرتب الفائقة (superorders).

## التسلسل الهرمي للمرتبات
بالنسبة لبعض الفروع الحيوية، يتم استخدام عدد من التصنيفات البديلة.

### مثال من علم الحيوان
| الاسم                        | معني السابقة          | مثال 1        | مثال 2       | مثال 3         |
| ---------------------------- | --------------------- | ------------- | ------------ | -------------- |
| Superclass (الصف)            | super: فوق الطائفة    | رباعيات أطراف |              |                |
| Class (الطائفة)              |                       | ثدييات        | فكيات الأرجل | عظائيات الوجه  |
| Subclass (الصنف أو الطويئفة) | sub: تحت الطائفة      | وحشيات        | Thecostraca  | طيريات الأجنحة |
| Infraclass (دون الطائفة)     | Infra : أدني، دون     |               | برنقيل       | طير            |
| Parvclass (؟)                | parvus: صغير، غير مهم |               |              | طيور حديثة     |

## تاريخ المفهوم
أول من استخدم مصطلح الطائفة (Class) كرتبة متميزة من مراتب التصنيف البيولوجي لها اسمها المميز الخاص بها - وليس فقط الدرجة الأولى (genus summum) لرتبة الجنس (genus) - هو عالم النبات الفرنسي جوزيف بيتون دو تورنفور في تصنيفه للنباتات التي ظهرت في كتابه Eléments de botanique لعام 1694.
قسم كارل لينيوس جميع ممالك الطبيعة (المعادن والنباتات والحيوانات) إلى طوائف في الطبعة الأولى لكتابه نظام الطبيعة Systema Naturae لسنة 1735. الطوائف أو الصفوف التي وضعها لينيوس في المملكة الحيوانية فقط هي التي تماثل الطوائف أو الصفوف المستخدمة اليوم ؛ وأما الصفوف أو الطوائف التي وضعها للنباتات لم يُقصد لها أبدًا أن تكون لتمثيل المجموعات الطبيعية، بل بالأحري لتوفير «بيان مصطنع» ملائم وفقًا لـلنظام الجنسي Systema Sexuale ، والذي يعتمد بشكل كبير على ترتيب الزهور.
اعتبرت الطائفة أعلى مستوى في التسلسل الهرمي التصنيفي حتى ظهور ال embranchements الخاصة بجورج كوفييه التي قدمت في أوائل القرن التاسع عشر. وكان إرنست هيكل هو أول من أطلق عليها اسم Phyla أو الشعبة.

## ملحوظة
1. ↑  عندما يشير المصطلح (Class) إلى الوحدات التصنيفية ، فإن الجمع هو classes (باللاتينية: classes).